# Brit Elisabeth Haagensli
Brit Elisabeth Haagensli, född 24 augusti 1953 i Arendal, är en norsk skådespelare och sångare.
Hon har sedan 1974 huvudsakligen varit knuten till Det Norske Teatret, fast anställd där 1977–1980 och 1981–1995, med en sejour på Komedieteatret 1980–1981. Genom roller i Kjæm du ikvell, Oskar Braatens Ungen, Snart gryr ein morgon, West Side Story, Trost i taklampa, Cats, Les Misérables, Brørne Østermanns Huskors och Den stundeslause blev hon en av teaterns ledande skådespelarkrafter i musikaler, vid sidan av starka rollprestationer i Anton Tjechovs Körsbärsträdgården och Tre systrar och som amman i Shakespeares Romeo och Julia.
Hon debuterade som revyskådespelare 1986 på ABC-teatret i Revy for alle penga, och har senare utmärkt sig som en central figur i modern revy, både på Chat Noir och i samarbete med Dizzie Tunes. Hon har också deltagit i flera underhållningsprogram på TV. Från film har hon särskilt gjort sig känd i Pelle og Proffen-filmerna och i Absolutt blåmandag (1999), för vilken hon belönats med Amanda-prisen. Hon är också känd för sin roll i TV-serien Fredrikssons fabrikk.